# Epania corusca
Epania corusca là một loài bọ cánh cứng trong họ Cerambycidae.